# Cornerstone (dänische Band)
Cornerstone ist eine Hard-Rock-Band aus Kopenhagen.
Momentane Mitglieder sind Doogie White (Gesang), Steen Mogensen (Bass), Allan Sørensen (Schlagzeug), Kasper Damgaard (Gitarre) und Rune Brink (Keyboard). Ihr erstes Album Arrival entstand im Jahr 2000. Zwei Jahre später erschien Human Stain, das allgemein von Rock-Fans und Kritikern gut aufgenommen wurde. 2003 erschien Once Upon Your Yesterdays. Im Februar 2007 erschien Two Tales of One Tomorrow.
Die Musik von Cornerstone variiert von Progressive Metal bis Hard Rock. Geprägt wurde ihr Stil von bekannten Größen wie Ritchie Blackmore oder auch Dream Theater.

## Diskografie
- 2000: Arrival
- 2002: Human Stain
- 2003: Once Upon Our Yesterdays
- 2005: In Concert
- 2007: Two Tales of One Tomorrow